# 勝野健
勝野 健（かつの けん、1999年11月11日 - ）は、フジテレビのアナウンサー。

## 略歴
千葉県出身。慶應義塾高等学校、慶應義塾大学経済学部卒業。大学卒業後の2022年4月、フジテレビジョンにアナウンサーとして入社。同期入社は、岸本理沙（2025年6月末退社）・松﨑涼佳。高校では端艇（ボート部）に所属し、大学でも慶應義塾体育会端艇部（ボート部門）に所属し、合わせて7年間活動した。

## 人物
- 身長173 cm[5]。
- スポーツ歴は水泳・野球・ボートの経験があり[5]、特技は水に強いことで、水泳歴10年、ボート歴7年[3]。
- 防災士の資格を所持している[3]。
- 趣味はゴルフ・釣り・野球観戦で、好きなものは漫画・アニメ・マージャン[3]。
- ボート競技で高校時代は、2017年にインターハイと国体（愛媛国体）に出場し、ともに4位の実績を持つ[7][8]。大学3年の2020年に出場した「第47回全日本大学選手権大会」で2位[9]、「第98回全日本選手権大会」では決勝に進出し5位の実績を持つ[10]。
- アナウンサーになっていなかったら「新聞社かテレビ局で記者をしていたと思う」と答えている[1]。
- 『ちいかわ』の大ファンである。[11]

## 出演番組
レギュラー出演番組：キャスター名（地上波）
| 期間 | 期間       | 月曜日                                                | 火曜日                                                                    | 水曜日                                  | 木曜日                             | 金曜日                                                              | 土・日曜日                                |
| --- | ---------- | ----------------------------------------------------- | ------------------------------------------------------------------------- | --------------------------------------- | ---------------------------------- | ------------------------------------------------------------------- | ----------------------------------------- |
| 2022.6.27 | 2022.12.27 | めざましテレビ フィールドキャスター                   | めざましテレビ フィールドキャスターLive News イット! フィールドキャスター | （なし）                                | （なし）                           | めざましテレビ フィールドキャスター                                 | （なし）                                  |
| 2023.1.4 | 2023.3.31  | めざましテレビ フィールドキャスター                   | めざましテレビ フィールドキャスター                                       | Live News イット! フィールドキャスター1 | （なし）                           | めざましテレビ フィールドキャスター                                 | （なし）                                  |
| 2023.4.1 | 2024.3.31  | （なし）                                              | （なし）                                                                  | Live News イット! フィールドキャスター1 | （なし）                           | めざましテレビ フィールドキャスターLive News イット! 天気キャスター | FNN Live News イット! スポーツキャスター2 |
| 2024.4.1 | 2024.9.29  | Live News イット! 天気キャスター&フィールドキャスター | （なし）                                                                  | めざましテレビ ココ調リポーター         | （なし）                           | （なし）                                                            | FNN Live News イット! スポーツキャスター2 |
| 2024.9.30 | 2025.5.4   | （なし）                                              | （なし）                                                                  | （なし）                                | めざましテレビ スポーツキャスター3 | めざましテレビ スポーツキャスター3 フィールドキャスター             | FNN Live News イット! スポーツキャスター2 |
| 2025.5.5 | 2025.6     | FNN Live News days キャスター                         | （なし）                                                                  | （なし）                                | めざましテレビ スポーツキャスター3 | めざましテレビ スポーツキャスター3 フィールドキャスター             | FNN Live News イット! スポーツキャスター2 |
| 2025.7 | 現在       | （なし）                                              | （なし）                                                                  | ぽかぽか 進行5                          | めざましテレビ スポーツキャスター3 | めざましテレビ スポーツキャスター3 フィールドキャスター             | FNN Live News イット! スポーツキャスター2 |
| 備考 - 1山本賢太が『ぽかぽか』（水曜日）に出演のため、勝野と山本の担当曜日を変更 - 2小室瑛莉子の後任 - 3酒主義久の後任 - 4安宅晃樹の育休中の代行 - 5山本賢太の出演見合わせ・異動による後任 |            |                                                       |                                                                           |                                         |                                    |                                                                     |                                           |

### その他
- BSフジLIVE プライムニュース（2022年6月、2023年4月7日 - ） - 金曜ニュースキャスター
- プライムオンラインTODAY - 藤井弘輝休暇時の代行（2022年6月28日・29日）
- 芸能人が本気で考えた!ドッキリGP（2022年7月30日） - ターゲット
- ネプリーグ（2022年9月5日） - 解答者（岸本理沙・松崎涼佳と揃って参戦）
- FNSラフ&ミュージック2022〜歌と笑いの祭典〜（2022年9月10日・9月11日） - 第1夜:リポーター、第2夜:悪い顔ニュースキャスターなど
- FNNニュース（2022年12月29日夕方、2023年1月1日朝・1月2日昼）
- めざましどようび - フィールドキャスター
- FNN Live News days（2023年11月17日）- 立本信吾の代役
- めざましテレビ
  - （2023年12月4日・2024年3月11日・10月21日・12月23日・2025年1月15日・4月23日・6月16日・17日・7月14日） - 代理スポーツキャスター酒主義久・藤井弘輝・德田聡一朗の休暇・不在中に代行
  - （2024年11月14日・2025年1月30日・7月24日・8月14日） - 代理情報キャスター伊藤利尋・生田竜聖の休暇中に代行
- 芸能界特技王決定戦 TEPPEN2023夏（2023年8月12日）
- 119エマージェンシーコール 第5話・第10話（2025年2月17日・3月24日） - アナウンサー 役
- ぽかぽか （2025年6月4日から18日・25日・7月9日） - 出演見合わせ中の山本賢太の代行